# Barnett (Missouri)
Barnett – miasteczko w Stanach Zjednoczonych, w stanie Missouri.
Liczba mieszkańców w 2000 roku wynosiła 207.